# 恒健控股
广东恒健投资控股有限公司，简称恒健控股，是广东省国资委履行出资人职责的国有独资公司。
公司成立于2007年8月20日，2016年被确定为省级国有资本运营公司。公司亦为广东省重大战略投资平台，是广东省净资产规模最大的省属企业集团。

## 机构设置
根据有关规定，广东恒健投资控股有限公司设置（控股）下列机构（企业）：

### 职能机构
- 董事会办公室
- 办公室
- 纪检监察室
- 党建工作部、公司工会
- 审计部
- 人力资源部
- 财务管理部
- 运营管理部
- 风控法务部
- 投资管理部
- 资本运营部
- 基金管理部
- 战略研究院

### 全资子公司
- 广东恒健资本管理有限公司
- 恒健国际投资控股（香港）有限公司
- 广东恒阔投资管理有限公司
- 广东恒信基金管理有限公司
- 广东恒健资产管理有限公司
- 广东恒泰安投资有限公司

### 控股公司
- 广东省建筑设计研究院有限公司
- 广东粤澳合作发展基金管理有限公司
- 广东省农业供给侧结构性改革基金管理有限公司
- 广东省能源集团有限公司

### 参股公司
- 中国南方航空集团有限公司
- 中国南方电网有限责任公司
- 中国广核集团有限公司
- 中国广核电力股份有限公司
- 宝钢湛江钢铁有限公司
- 中航通用飞机有限责任公司
- 广东珠三角城际轨道交通有限公司
- 中兴通讯股份有限公司
- 易事特集团股份有限公司
- 明阳智慧能源集团股份公司
- 迪瑞医疗科技股份有限公司
- 商汤集团有限公司
- 盈峰环境科技集团股份有限公司
- 瀚蓝环境股份有限公司
- 惠州光弘科技股份有限公司
- 惠州中京电子科技股份有限公司
- 深圳市星源材质科技股份有限公司
- 光大证券股份有限公司
- 国银金融租赁股份有限公司
- 华润医药集团有限公司
- 广州资产管理有限公司
- 华强方特文化科技集团股份有限公司
- 中国广核新能源控股有限公司
- 中国能源建设股份有限公司
- 中国铁路通信信号股份有限公司
- 广东空港城投资有限公司
- 天合国际融资租赁有限公司
- 广州嘉诚国际物流股份有限公司
- 广东华隧建设股份有限公司

## 运作基金
- 广东粤澳合作发展基金
- 广东省农业供给侧结构性改革基金
- 广东先进制造产业投资基金
- 广东省创新联合体基金
- 广东中医药大健康基金